# Parti travailliste de Saint-Christophe-et-Niévès
Pour les articles homonymes, voir Parti travailliste.
Le Parti travailliste de Saint-Christophe-et-Niévès (en anglais : Saint Kitts and Nevis Labour Party), aussi appelé simplement Travailliste (en anglais : Labour), est un parti politique christophien de tendance sociale-démocrate fondé en 1932.
Il est membre consultatif de l'Internationale socialiste de 1992 à 2012, date à laquelle il est rétrogradé membre observateur en raison du non-paiement des frais d'adhésion. Il en est exclu en décembre 2014.

## Histoire
Le Parti travailliste de Saint-Christophe-et-Niévès est fondé en 1932 sous le nom de Ligue travailliste de Saint-Christophe (St Kitts Workers' League). Lors de sa première participation électorale pour les élections législatives de 1937, il présente deux candidats qui sont tous les deux élus. Le parti remporte par la suite tous les sièges à pouvoir en 1940, 1943 et 1946.
De 1946 à 1978, le parti est dirigé par Robert Bradshaw. Il connaît alors la majeure partie de son succès à Saint-Christophe, du fait que les électeurs de Nevis et d'Anguilla ont tendance à élire des candidats indépendants et des partis locaux. C'est le seul parti à se présenter aux élections législatives de 1952 et remporte donc les huit sièges du Conseil législatif. Il conserve le pouvoir en 1957 malgré la perte de trois sièges au profit de candidats indépendants. Le parti est également victorieux en 1961 et est rebaptisé en Parti travailliste de Saint-Christophe-Niévès-Anguilla (St Kitts-Nevis-Anguilla Labour Party ; abrégé SKNALP) en 1966. Il remporte par la suite les élections de 1966, de 1971 et de 1975, en obtenant sept sièges à chaque fois.
Lorsque Anguilla est officiellement séparé de Saint-Christophe-et-Niévès en 1980, le parti adopte son nom actuel. Lors des élections de la même année, le parti se retrouve réduit à quatre sièges, et malgré le fait qu'il soit le plus grand groupe à l'Assemblée nationale, l'opposition menée par le Mouvement d'action populaire (PAM) réussi à former un gouvernement de coalition. Le Parti travailliste est réduit à deux sièges lors des élections de 1984, et les conserve après les élections de 1989. Bien qu'il reçoit le plus de suffrages aux élections de 1993 et remporte autant de signes que le PAM, ce dernier réussi à rester au pouvoir. Cependant, des élections anticipées sont convoquées en 1995, au cours desquelles le Parti travailliste remporte la majorité des sièges. Le parti augmente sa majorité aux élections de 2000 et conserve le pouvoir aux élections de 2004 et de 2010.
Après que le SKNLP subi plusieurs défaites en 2015 et 2020, Denzil Douglas décide de démissionner de son poste de chef du parti en 2021. Le président du parti, Terrance Drew, est élu comme son successeur lors d'une convention nationale en novembre de la même année,. Earl Asim Martin est devenu le nouveau président du parti. Le parti retrouve le pouvoir après les élections législatives anticipées de 2022 en remportant six sièges, permettant à Terrence Drew de devenir Premier ministre.

## Liste des chefs du parti
| Nom             | Début | Fin      | Premier ministre |
| --------------- | ----- | -------- | ---------------- |
| Robert Bradshaw | 1945  | 1978     | 1966-1978        |
| Paul Southwell  | 1978  | 1979     | 1978-1979        |
| Lee Moore       | 1979  | 1989     | 1979-1980        |
| Denzil Douglas  | 1989  | 2021     | 1995-2015        |
| Terrance Drew   | 2021  | en cours | Depuis 2021      |